# Mitch Johnson
Mitchell Johnson, né le 29 novembre 1986, est un joueur puis entraîneur de basket-ball professionnel américain. Il est l'entraîneur principal des Spurs de San Antonio de la National Basketball Association (NBA). Il remplace Gregg Popovich, qui a laissé sa place d'entraîneur après 29 saisons passées avec la franchise. Il a précédemment occupé le poste d'entraîneur par intérim et d'entraîneur adjoint des Spurs, et a été entraîneur adjoint des Spurs d'Austin de 2016 à 2019 en NBA Development League. Il a joué au basket-ball universitaire pour le Cardinal de Stanford.

## Biographie

### Jeunesse
Il est le fils de l'ancien joueur de la NBA John Johnson, qui a remporté un titre de champion avec les SuperSonics de Seattle lors des Finales NBA 1979 et de Jenny Redman.
De 2002 à 2005, Johnson joue au basket-ball pour le lycée O'Dea, où il est le capitaine de l'équipe. Il marque en moyenne 22 points et délivre 8 passes décisives lors de sa dernière saison et aide son lycée à remporter deux titres de champion d'État.

### Université
Johnson joue à l'université Stanford pour le Cardinal de 2005 à 2009. Il joue 30 matchs au cours de sa première saison, dont 20 en tant que titulaire. Il fait ses débuts universitaires contre UC Irvine le 19 novembre 2005, où il joue 19 minutes en tant que remplaçant, et obtient sa première titularisation le 31 décembre 2005, contre USC où il marque six points en 23 minutes d'action. Au cours de sa première saison, il enregistre un total de 98 passes décisives et 25 interceptions. Johnson est sélectionné pour une mention honorable dans l'équipe All-Freshman de la Conférence Pac-10.
Au cours de sa deuxième saison, Johnson joue 31 matchs et est titulaire dans 20 matchs. Il enregistre 103 passes décisives, tout ayant le meilleur nombre d'interceptions de son équipe avec 29.
Johnson réalise son premier double-double au niveau universitaire le 13 mars 2008 dans sa troisième année, avec 11 points et 10 rebonds contre l'Arizona. Lors du tournoi NCAA de la conférence Pac-10 contre Marquette le 22 mars, Johnson bat son record personnel avec 16 passes décisives, battant le record de Stanford pour le nombre de passes décisives dans un match.
Pour sa dernière saison, Johnson débute les 32 matchs auxquels il participe. Le 20 décembre 2008, Johnson égale son précédent record de points en carrière avec 16 points à 5 sur 5 au tir et 4 tirs à trois points sur 4 tentatives contre Northwestern. Il réalise plus de 500 passes décisives en carrière universitaire et se classe à la seconde place du classement des meilleurs passeurs de l'histoire de l'université Stanford.

### Carrière professionnelle
Après avoir quitté Stanford, Johnson n'est pas sélectionné lors de la draft 2009 de la NBA. Il rejoint alors les 66ers de Tulsa, le 1er novembre 2009, au sein de la NBA Development League, ligue mineure de la NBA. Johnson va ensuite jouer en Europe, au VEF Riga, en Lettonie, avant de décider de devenir entraîneur.

### Carrière d'entraîneur

#### Débuts
Johnson est entraîneur stagiaire pour l'université de Seattle en 2011 puis est entraîneur pour une équipe de l'Amateur Athletic Union (AAU) dans la Nike Elite Youth Basketball League, et devient entraîneur adjoint pour les Pilots de Portland à l'université de Portland. Johnson est entraîneur adjoint des Pilots pendant la saison 2015-2016.

#### Spurs d'Austin (2016-2019)
Johnson commence sa carrière d'entraîneur dans le monde professionnel en tant qu'entraîneur adjoint des Spurs d'Austin en 2016, au sein de la NBA Development League. Johnson remporte le titre de champion avec les Spurs en 2018,.

#### Spurs de San Antonio (depuis 2019)
Le 20 septembre 2019, les Spurs de San Antonio embauchent Johnson comme entraîneur adjoint de l'entraîneur principal, Gregg Popovich. Il est promu par les Spurs au poste d'entraîneur adjoint à temps plein le 12 novembre 2020 et remplace l'entraîneur adjoint Tim Duncan, qui a démissionné de son poste chez les Spurs,. Le 15 mai 2021, Johnson est l'entraîneur en chef par intérim lors d'une défaite contre les Suns de Phoenix tandis que Popovich assistait à l'intronisation de Tim Duncan au Basketball Hall of Fame. Johnson fait à nouveau l'intérim de Popovich, malade, lors d'une victoire contre les Pacers de l'Indiana le 2 mars 2023.
Le 2 novembre 2024, Popovich est mis à l'écart indéfiniment du poste d'entraîneur en raison d'un problème de santé,, qui s'est finalement révélé être un accident vasculaire cérébral, et Johnson devient l'entraîneur principal par intérim des Spurs,. Il prend son nouveau poste chez les Spurs, lors d'un match contre les Timberwolves du Minnesota, après avoir été informé deux heures et demie avant le coup d'envoi que Popovich était indisponible, et les Spurs remportent le match 113-103 contre les Timberwolves. Il occupe le poste d'entraîneur par intérim jusqu'à la fin de la saison 2024-2025 en raison de l'absence de Popovich.
Le 2 mai 2025, Johnson est promu entraîneur principal à plein temps des Spurs, à la suite de la décision de Popovich de mettre un terme à sa carrière après 29 saisons disputées au sein de la franchise.

## Statistiques
| Équipe      | Année     | Saison régulière | Saison régulière | Saison régulière | Saison régulière | Saison régulière         | Playoffs | Playoffs  | Playoffs | Playoffs | Playoffs |
| Équipe      | Année     | Matchs           | Victoires        | Défaites         | %                | Classement               | Matchs   | Victoires | Défaites | %        | Résultat |
| ----------- | --------- | ---------------- | ---------------- | ---------------- | ---------------- | ------------------------ | -------- | --------- | -------- | -------- | -------- |
| San Antonio | 2024-2025 | 77               | 32               | 45               | 41,6             | 4e en division Sud-Ouest | -        | -         | -        | -        |          |
| San Antonio | 2025-2026 | -                | -                | -                | -                |                          | -        | -         | -        | -        |          |
| Total       | Total     | 77               | 32               | 45               | 41,6             |                          | -        | -         | -        | -        |          |

## Pour approfondir
- Ressources relatives au sport :   - 247Sports
  - Basketball Reference (entraîneurs de la NBA)
  - Basketball Reference (joueurs de la NBA G League)
  - Eurobasket (joueurs)
  - Eurobasket (entraîneurs)
  - Fédération de Russie de basket-ball
  - Proballers
  - RealGM (entraîneurs)
  - RealGM
  - SRCBB (joueurs)